# ژائو لوسی
ژائو لوسی (چینی ساده: 赵露思؛ زادهٔ ۹ نوامبر ۱۹۹۸) بازیگر و خواننده اهل چین است. او بیشتر به خاطر ایفای نقش در عشق کهکشانی (۲۰۲۲) و عشق پنهان (۲۰۲۳) شناخته می‌شود.

## حرفه

### آغاز
ژائو لوسی با شرکت در فرایند گزینش برنامهٔ سوپر گرل سال ۲۰۱۶ به میزبانی سامانه پخش تلویزیونی هونان وارد صنعت سرگرمی شد. در همان سال، او میزبانی را با حضور در برنامهٔ واقع‌نمای هو شینگ چینگ باو جو آغاز کرد.
در سال ۲۰۱۷، ژائو لوسی حرفهٔ بازیگری خود را با ایفای یک نقش مکمل در مجموعه اینترنتی سرآشپز سیندرلا آغاز کرد. در همان سال او یک نقش کوچک در فیلم شهر سنگ بازی کرد.